# Jeanette Biedermann
Jeanette Biedermann (được biết đến như Jeanette; sinh ngày 22 tháng 2 năm 1980 tại Berlin) là ca sĩ và diễn viên truyền hình Đức.
Biedermann sinh tại Berlin năm 1981. Lúc sáu tuổi cô xuất hiện như người biểu diễn leo dây trong Rạp xiếc Lilliput. Lúc 17 tuổi, năm 1999, cô tham gia cuộc thi Bild-Schlagerwettbewerb và đánh bại 270.000 đối thủ. Sau đó cô phát hành đĩa đơn đầu tay "Das Tut Unheimlich weh", đĩa duy nhất được hát bằng tiếng Đức của cô.
Sau đó cô trở thành diễn viên đóng bộ phim truyền hình nổi tiếng Gute Zeiten, Schlechte Zeiten với vai thiếu nữ Marie. Năm 2004 cô quyết định bỏ nghề diễn viên và theo đuổi nghề ca sĩ. Một năm sau, năm 2005, cô nhận được giải ECHO cho video ca nhạc "Run With Me".
Đĩa album mới nhất của cô, "Naked Truth", được phát hành tháng 3 năm 2006.

## Đĩa

### Album
- Enjoy! (2000)
- Delicious (2001)
- Rock My Life (2002)
- Break On Through (2004)
- Merry Christmas (2004)
- Naked Truth (2006)

### Đĩa đơn
| Năm  | Tên                                      | Vị trí trên biểu thị | Vị trí trên biểu thị | Vị trí trên biểu thị | Album            |
| Năm  | Tên                                      | GER Singles          | AT Singles           | CH Singles           | Album            |
| ---- | ---------------------------------------- | -------------------- | -------------------- | -------------------- | ---------------- |
| 1999 | "Das Tut Unheimlich Weh"                 | -                    | -                    | -                    |                  |
| 2000 | "Go Back"                                | #3                   | #59                  | #16                  | Enjoy!           |
| 2001 | "Will You Be There"                      | #28                  | #49                  | #73                  | Enjoy!           |
| 2001 | "How It's Got To Be"                     | #7                   | #22                  | #22                  | Delicious        |
| 2002 | "No More Tears"                          | #9                   | #15                  | #43                  | Delicious        |
| 2002 | "Sunny Day"                              | #12                  | #33                  | #87                  | Delicious        |
| 2002 | "Rock My Life"                           | #3                   | #6                   | #37                  | Rock My Life     |
| 2002 | "We've Got Tonight" (cùng Ronan Keating) | #7                   | #6                   | #25                  | Rock My Life     |
| 2003 | "It's Over Now"                          | #6                   | #18                  | #63                  | Rock My Life     |
| 2003 | "Right Now"                              | #4                   | #11                  | #45                  | Rock My Life     |
| 2003 | "Rockin' On Heaven's Door"               | #3                   | #6                   | #6                   | Break On Through |
| 2004 | "No Eternity"                            | #9                   | #40                  | #43                  | Break On Through |
| 2004 | "Hold The Line"                          | #11                  | #27                  | ?                    | Break On Through |
| 2004 | "Run With Me"                            | #3                   | #14                  | #24                  | Break On Through |
| 2004 | "The Infant Light"                       | #11                  | ?                    | #59                  | Merry Christmas  |
| 2005 | "Bad Girls Club"                         | #20                  | #67                  | #35                  | Naked Truth      |
| 2006 | "Endless Love"                           | 22                   | TBR                  | TBR                  | Naked Truth      |

## Giải thưởng

#### 2000
- Bravo Otto (Bạc) - "Nữ ca sĩ xuất sắc nhất"

#### 2001
- ECHO - "Nữ nghệ sĩ quốc gia"

#### 2002
- Eins Live Krone - "Nữ nghệ sĩ xuất sắc nhất"
- Top Of The Pops Award - "Nữ nghệ sĩ xuất sắc nhất Đức"
- Goldene Europa

#### 2003
- Eins Live Krone - "Nữ nghệ sĩ xuất sắc nhất"
- Bravo Otto (Vàng) - "Nữ ca sĩ xuất sắc nhất"
- Bravo Otto (Bạc) - "Nữ diễn viên xuất sắc nhất"
- McMega Music Award - "Nữ nghệ sĩ xuất sắc nhất năm"
- Người phụ nữ của năm (Maxim)

#### 2004
- Bravo Otto (Vàng) - "Nữ ca sĩ xuất sắc nhất"
- Bravo Otto (Vàng) - "Nữ diễn viên xuất sắc nhất"
- Goldene Kamera - "Nhạc Pop Quốc gia"
- Glamourfrau 2003 (Bunte)

#### 2005
- ECHO - "Videoclip xuất sắc nhất quốc gia"